# 1991 OK1
1991 OK1 är en asteroid i huvudbältet som upptäcktes den 18 juli 1991 av den belgiske astronomen Henri Debehogne vid La Silla-observatoriet.
Asteroiden har en diameter på ungefär 12 kilometer och den tillhör asteroidgruppen Eos.